# Gare de Breteuil-Embranchement
Gare de Breteuil-Embranchement – stacja kolejowa w Bacouël, w departamencie Oise, w regionie Hauts-de-France, we Francji.
Jest stacją Société nationale des chemins de fer français (SNCF), obsługiwaną przez pociągi TER Picardie.

## Położenie
Znajduje się na wysokości 105 m n.p.m., na km 94,852 linii Paryż – Lille, pomiędzy stacjami Gannes i La Faloise.

## Historia
Stacja została otwarta w 1846 przez Compagnie du chemin de fer du Nord wraz z odcinkiem Paryż - Amiens.

## Usługi
Jest obsługiwana przez pociągi TER Picardie linii 22 Paryż-Amiens.